# Réplication circulaire de l'ADN

La réplication circulaire produit plusieurs copies d’une matrice circulaire.

La réplication de type Rolling circle est un processus de duplication d’acide nucléiques ADN ou ARN donnant plusieurs copies de molécules circulaires d’ADN ou ARN. Ce type de réplication est utilisé pour la duplication de certains plasmides et génome de bactériophages, viroides possédant un génome ARN et quelques virus infectant des cellules eucaryotes. Le rolling circle intervient également dans la duplication de certains transposons (hélitrons et hélentrons).
Chez la bactérie, la réplication circulaire de l’ADN est initiée par une protéine initiatrice codée par un plasmide ou bien un bactériophage qui va créer une coupure simple brin au niveau de ce que l’on appelle l’origine double brin (double-strand origin ou DSO en anglais). La protéine initiatrice reste associée à l’extrémité 5’phosphate du brin coupé alors que l’extrémité 3’OH est libérée pour servir d'amorce pour la synthèse d’ADN par l’ADN polymérase de type III. En utilisant le brin non coupé comme matrice, la réplication de l’ADN s’effectue le long de la molécule d’ADN circulaire déplaçant le brin coupé simple brin. Le déplacement du brin coupé simple brin est réalisé par une hélicase appelée PcrA (Plasmid copy reduced A) exprimée par la cellule hôte.
La synthèse continue d’ADN peut générer plusieurs copies simples brins de la molécule d’ADN originale arrangées en concatémère. Ces copies linéaires peuvent être converties en molécules doubles brins. Pour cela, la protéine initiatrice génère une nouvelle coupure simple brin pour terminer la synthèse circulaire du brin direct (leading strand en anglais), cette coupure est appelée origine simple brin (single-stranded origin ou SSO). Ensuite, une primase synthétise une amorce ARN qui sert à déclencher la duplication de l’ADN par une ADN polymérase de type II. Une fois l’amorce ARN remplacée par de l’ADN, une ADN ligase va lier les extrémités pour former une molécule d’ADN double brin.
Ce type de réplication est utilisé en biotechnologie pour amplifier des petites quantités d’ADN in vitro.